# Qui veut être mon associé ?
Qui veut être mon associé ? est une émission de télévision française de flux diffusée sur M6. Elle est inspirée d’un programme lancé au Japon dans les années 2000, et qui a été déjà repris sous le nom de Shark Tank aux États-Unis ou encore en Allemagne. Elle met en relation des entrepreneurs et des investisseurs.
La première saison de six épisodes a été diffusée le mardi soir à 21h entre le 14 janvier et le 28 février 2020. La quatrième saison est diffusée à partir du 17 janvier 2024. La cinquième saison est diffusée à partir du 5 février 2025.
Des porteurs de projets viennent présenter leur entreprise, dans un temps imparti de 1 minute et 30 secondes depuis la saison 5, devant un jury de cinq investisseurs pour demander un apport financier précis contre un pourcentage de leur société. À l'issue de questions et discussions où le modèle du projet est décortiqué, chaque membre du jury décide ou non de suivre le projet via un investissement. La seule règle est que si le pourcentage de l'entreprise obtenu peut être négocié, le montant investi ne peut être inférieur à celui demandé initialement.[réf. souhaitée]

## Participants

### Présentation
L'émission est présentée par Julien Courbet pendant la première saison. La deuxième saison est présentée par Xavier Domergue. Depuis la troisième saison, l'émission n'a plus de présentateur, seule les transitions sont faites par Patrick Kuban en voix off.

### Jury
Pour la première saison, le jury est composé de six entrepreneurs devenus investisseurs. Pour la saison 2, quatre nouveaux entrepreneurs entrent dans le jury.
| Nom                | Entreprise           | Saison 1                       | Saison 2                       | Saison 3                       | Saison 4                       | Saison 5                       |
| ------------------ | -------------------- | ------------------------------ | ------------------------------ | ------------------------------ | ------------------------------ | ------------------------------ |
| Marc Simoncini     | Angell, Meetic       | Participant à la/aux saison(s) | Participant à la/aux saison(s) | Participant à la/aux saison(s) | Participant à la/aux saison(s) | Participant à la/aux saison(s) |
| Éric Larchevêque   | Ledger               | Participant à la/aux saison(s) | Participant à la/aux saison(s) | Participant à la/aux saison(s) | Participant à la/aux saison(s) | Participant à la/aux saison(s) |
| Delphine André     | GCA                  | Participant à la/aux saison(s) | Participant à la/aux saison(s) | Participant à la/aux saison(s) |                                |                                |
| Catherine Barba    | Peps Lab             | Participant à la/aux saison(s) |                                |                                |                                |                                |
| Frédéric Mazzella  | Blablacar            | Participant à la/aux saison(s) |                                |                                |                                |                                |
| Marc Vanhove       | Bistro Régent        | Participant à la/aux saison(s) |                                |                                |                                |                                |
| Anthony Bourbon    | Feed.                |                                | Participant à la/aux saison(s) | Participant à la/aux saison(s) | Participant à la/aux saison(s) | Participant à la/aux saison(s) |
| Jean-Pierre Nadir  | Fairmoove            |                                | Participant à la/aux saison(s) | Participant à la/aux saison(s) | Participant à la/aux saison(s) | Invité épisodes 5 et 6         |
| Isabelle Weill     | IWCorp               |                                | Participant à la/aux saison(s) |                                |                                |                                |
| Sophie Mechaly     | Paul & Joe           |                                | Participant à la/aux saison(s) |                                |                                |                                |
| Isabèle Chevalier  | Bio-K+ International |                                |                                | Participant à la/aux saison(s) |                                |                                |
| Blaise Matuidi     | Origins              |                                |                                | Participant à la/aux saison(s) |                                |                                |
| Kelly Massol       | Les Secrets de Loly  |                                |                                |                                | Participant à la/aux saison(s) | Participant à la/aux saison(s) |
| Stéphanie Delestre | QAPA                 |                                |                                |                                | Participant à la/aux saison(s) |                                |
| Tony Parker        | Infinity Nine Group  |                                |                                |                                | Participant à la/aux saison(s) |                                |
| Alice Lhabouz      | Trecento             |                                |                                |                                |                                | Participant à la/aux saison(s) |
| Julian Jacob       | Wyncor               |                                |                                |                                |                                | Participant à la/aux saison(s) |
| Jean-Michel Karam  | IEVA                 |                                |                                |                                |                                | Participant à la/aux saison(s) |

### Candidats
Julien Courbet, présentateur de l'émission, déclare dans une interview que les candidats sont sélectionnés sur dossier en fonction de la pertinence et l'intérêt de leur projet, celui-ci étant analysé. Il ajoute qu'ils sont « choisis pour être représentatifs de tous les secteurs d'activités, tous les horizons, tous les âges ».

## Réception
Malgré une audience de lancement jugée décevante, l'émission est plutôt bien accueillie par certains médias. Ainsi, Redwane Telha, chroniqueur de France Inter, salue une « émission de qualité [...] qui met à l'honneur une France qu'on ne voit que trop peu ». De son côté, Le Parisien reprend l'argumentaire de Nicolas de Tavernost, président du directoire de la chaîne M6, et écrit que le programme « mérite mieux que ses premières audiences décevantes ». A contrario, L'Humanité critique vertement l'émission en soutenant qu'elle fait la « propagande du patronat ».
Le lendemain de la diffusion du premier épisode, Nicolas de Tavernost annonce son intention de commander une saison 2.
La deuxième saison est une nouvelle fois assez bien accueillie, avec par exemple TV Magazine qui parle d'une « une affaire qui roule » et d'« un bel hommage à l’esprit d’entreprise », alors que pour Arrêt sur images, la chaîne « a consacré une soirée complète à la gloire des patrons et des investisseurs ».

## Impact et suites
Des dires de deux participantes de la saison 1, les retombées liées à la médiatisation auraient été très positives (trafic web important et nombreuses commandes),.
Un an après la fin de la saison 4, après une polémique autour de Tony Parker qui n'aurait pas honoré plusieurs promesses d'investissements, une enquête de BFM Business révèle que moins de la moitié des accords trouvés entre les investisseurs et les entrepreneurs diffusés ont été effectivement honorés ; Anthony Bourbon se justifie en rappelant qu'une promesse à l'écran ne vaut pas contrat et qu'il arrive qu'une étude plus poussée des projets peut amener à se rétracter.

## Panorama des saisons

### Saison 1
Lors des six épisodes de la première saison, 44 projets ont été présentés et 26 ont reçu des promesses d'investissement pour un total de 4,2 millions d'euros.
| Entreprise              | Entrepreneur(s)                         | Émission n° | Produit / Service                                                                                             | Demande               | Offres acceptées | Statut                                                                          |
| Constant et <Zoé        | Sarah Da Silva Gomes Sébastien Pandolfi | 1           | vêtements modernes et astucieux pour les personnes en situation de handicap                                   | 200 000 € contre 10 % | 250 000 € contre 12,5 % par 5 investisseurs (50 000 € contre 2,5 % par Marc Simoncini, Catherine Barba, Delphine André, Marc Vanhove et Éric Larchevêque). | Delphine André investit 100 000€ de plus. L'entreprise a fait faillite en 2024. |
| De Blangy Paris         | Benjamin De Blanzy                      | 1           | Vernis semi-permanent qui change de couleur à la demande                                                      | 200 000 € contre 10 % | / | /                                                                               |
| La Boulisterie          | Guillaume Lieutier Julie Prudhomme      | 1           | Terrains de pétanque éphémères                                                                                | 300 000 € contre 20 % | / | /                                                                               |
| Les cartes de Lulu      | Lucie Burckel                           | 1           | Cartes en papier biodégradable à planter                                                                      | 20 000 € contre 10 %  | 20 000 € contre 10 % par Marc Simoncini | /                                                                               |
| Sos baggage             | Mehdi Barka                             | 1           | Service de réparation de valise                                                                               | 100 000 € contre 5 %  | 100 000 € contre 10 % par Marc Vanhove. Procédure de cessation de paiement en cours.                                                                       | /                                                                               |
| Tibtop                  | Bakary Kamara                           | 1           | Protège-tibias connectés                                                                                      | 40 000 € contre 5 %   | 40 000 € contre 5 % par Catherine Barba. | L'entreprise n'existe plus.                                                     |
| Y-Brush                 | Christophe Cadot Benjamin Cohen         | 1           | Brosse à dent électrique efficace en 10 secondes                                                              | 300 000 € contre 5 %  | / | /                                                                               |
| Fishfriender            | Grégory Tordjeman Philippe Auriach      | 2           | Application mobile pour les pêcheurs                                                                          | 200 000 € contre 10 % | / | /                                                                               |
| La tête dans les nuages | Louis Lefèvre                           | 2           | Beanbags éco-responsables créés à partir de toiles de mongolfières, de bâches publicitaires et de polystyrène | 40 000 € contre 10 %  | 45 000 € contre 10 % par 3 investisseurs (15 000 € contre 3,33 % par Delphine André, Marc Simoncini et Frédéric Mazzella)                                  | /                                                                               |
| Maase par studio twins  | Lou-Anne et Nancy Boehm                 | 2           | Plaid sensoriel thérapeutique                                                                                 | 100 000 € contre 8 %  | 120 000 € contre 10 % par Catherine Barba | Retrait de Catherine Barba peu de temps après                                   |
| Morphée                 | Guillaume Barathon Charlie Rousset      | 2           | Appareil contenant 210 séances de médiation et sophrologie pour s'endormir facilement                         | 50 000 € contre 10 %  | / | /                                                                               |
| Onzic                   | Dembo Dramé Abou Touré                  | 2           | Plateforme de streaming qui propose des cours transformés en rap pour réviser le brevet et le bac.            | 50 000 € contre 5 %   | 250 000 € contre 20 % par 5 investisseurs (50 000 € contre 4 % par Marc Simoncini, Catherine Barba, Frédéric Mazzella, Delphine André et Marc Vanhove)     | /                                                                               |
| Rustik                  | Vivien Lecourt Julien Prévost Merlin    | 2           | Parc d'immersion médiéval, jeux de rôle grandeur nature                                                       | 500 000 € contre 5 %  | / | L'entreprise n'existe plus.                                                     |
| Wash&co                 | Xavier Damie                            | 2           | Laverie gourmande, mélange d'un salon de café et d'une laverie                                                | 75 000 € contre 12 %  | 75 000 € contre 17 % par Delphine André | L'entreprise est en liquidation judiciaire.                                     |
| Biomede                 | Ludovic Vincent                         | 3           | Régénération des sols agricoles par les plantes                                                               | 200 000 € contre 7 %  | / | /                                                                               |
| La vie est belt         | Hubert Motte                            | 3           | Ceintures en pneus de vélo recyclés                                                                           | 25 000 € contre 5 %   | 60 000 € contre 9 % par 3 investisseurs (20 000 € contre 3 % par Marc Vanhove, Catherine Barba et Frédéric Mazzella)                                       | L'offre est finalement refusée par Hubert Motte après l'émission                |
| Les capuches à mémé     | Juliette Babelot                        | 3           | Capuches de pluies de poche moderne                                                                           | 50 000 € contre 8 %   | / | /                                                                               |
| Les tontons afro        | Freddy Chokote Gaudrey Chokote          | 3           | Restaurant africain                                                                                           | 160 000 € contre 15 % | 160 000 € contre 30 % par Éric Larchevêque | /                                                                               |
| Poules de luxe          | Guillaume Dumoulin Gauthier Dupont      | 3           | Conservatoire de poules de races anciennes, Vente de poules et de poulaillers                                 | 60 000 € contre 20 %  | / | /                                                                               |
| R-Pur                   | Matthieu Lecuyer Flavien Hello          | 3           | Masques anti-pollution                                                                                        | 400 000 € contre 5 %  | 700 000 € contre 11 % par 3 investisseurs (100 000 € par Éric Larchevêque, 200 000 € par Marc Simoncini et 400 000 € par Delphine André)                   | Retrait de Delphine André quelque temps après.                                  |
| Smartpower              | Stéphane Raymont                        | 3           | Crampons orientables pour le football et le rugby                                                             | 400 000 € contre 20 % | 400 000 € contre 25 % par Marc Vanhove. | En redressement judiciaire.                                                     |
| Combat de coqs          | Quentin Ory Antoine Delanoë             | 4           | Jeux de société sur la culture française                                                                      | 80 000 € contre 15 %  | 80 000 € contre 25 % par Marc Vanhove, Une commande de 2000 boîtes par Delphine André.                                                                     |                                                                                 |
| Embal'vert              | Alistair Stephen                        | 4           | Emballage alimentaire réutilisable en cire d'abeille                                                          | 50 000 € contre 20 %  | 50 000 € contre 20 % par Delphine André | Liquidation judiciaire.                                                         |
| Foodvisor               | Charles Boes, Aurore Tran               | 4           | Application compteur de calories                                                                              | 400 000 € contre 5 %  | / |                                                                                 |
| Les 100 vœux            | Marion Aveline                          | 4           | Une couverture en patchwork, cadeau participatif pour                                                         | 20 000 € contre 15 %  | 30 000 € contre 25 % par Éric Larchevêque |                                                                                 |
| N'oye                   | Julie Boucey Jean-Pierre Boucey         | 4           | Gamme de sauce vinaigrette prêt à emploi et multi-usage                                                       | 80 000 € contre 20 %  | 80 000 € contre 20 % par Marc Vanhove |                                                                                 |
| Stealing stop           | Enguerrand Derbaudrenghien              | 4           | Antivol autonome connecté intégrant un projecteur de brouillard                                               | 150 000 € contre 8 %  | / |                                                                                 |
| Urban circus            | Henri de Kergolay Quentin Xavier        | 4           | Vêtement haute visibilité pour les vélos et véhicules libre-service                                           | 150 000 € contre 5 %  | 500 000 € contre 20 % par 2 investisseurs (250 000 € contre 10 % par Marc Simoncini et Marc Vanhove).                                                      | La levée de fonds est finalement annulée par les investisseurs.                 |
| Abies Lagrimus          | Claude Sarda                            | 5           | Produits naturels des Pyrénées                                                                                | 30 000 € contre 5 %   | 60 000 € contre 10 % par Marc Vanhove |                                                                                 |
| Le P'tit Sniff          | Valérie Pasmanian                       | 5           | Mini diffuseur olfactif                                                                                       | 70 000 € contre 10 %  | / |                                                                                 |
| Minus Farm              | Matthieu Colin Virginie Mixe            | 5           | Produits à base d'insectes comestibles                                                                        | 80 000 € contre 10 %  | 100 000 € contre 20 % par 2 investisseurs (50 000 € contre 10 % par Delphine André et Frédéric Mazzella).                                                  |                                                                                 |
| Nin-Nin                 | Clémence Berruyer Nicolas Courrège      | 5           | Articles de puériculture made in France                                                                       | 250 000 € contre 20 % | / |                                                                                 |
| Qaou Outdoor            | Antonin Rodet                           | 5           | Toile de tente modulable                                                                                      | 200 000 € contre 20 % | 400 000 € contre 48 % par 3 investisseurs (200 000 € contre 24 % par Marc Vanhove et 100 000 € contre 12 % par Delphine André et Eric Larchevêque).        | Liquidation judiciaire.                                                         |
| Respire                 | Justine Hutteau Thomas Méheut           | 5           | Soins d'hygiène naturels                                                                                      | 100 000 € contre 5 %  | 100 000 € contre 5 % par 3 investisseurs (33 333 € contre 1,66 % par Catherine Barba, Frédéric Mazella et Marc Vanhove).                                   | La levée de fonds est finalement annulée.                                       |
| Sunday                  | Nelly Meunier Yoann Ebrard              | 5           | Partage de photos sur téléviseur                                                                              | 200 000 € contre 5 %  | 200 000 € contre 10 % par Delphine André |                                                                                 |
| Black-Line              | Rémi et Sylvain Garnerone               | 6           | Fixation de snowboard                                                                                         | 80 000 € contre 10 %  | 100 000 € contre 20 % par Eric Larchevêque. | En redressement judiciaire.                                                     |
| Graine                  | Majed Mansour Wissem Ben Ammar          | 6           | Enseigne de bars à couscous                                                                                   | 400 000 € contre 25 % | / |                                                                                 |
| Kiddo’z by kiddo        | Adrien Touati Jérémy Lotti              | 6           | Boite doseuse pour biberon                                                                                    | 200 000 € contre 10 % | / |                                                                                 |
| La Belle Bouse          | Sophie Anaf                             | 6           | Engrais fertilisant naturel                                                                                   | 50 000 € contre 10 %  | 50 000 € contre 33 % par Eric Larchevêque |                                                                                 |
| Leena                   | Myriam Chikh-Mentfakh                   | 6           | Création de vêtements grandes tailles pour les femmes                                                         | 90 000 € pour 15 %    | / |                                                                                 |
| Mimouna                 | Nabila Namoune                          | 6           | Fabrication et distribution de citronnades Mimouna à la menthe                                                | 70 000 € contre 10 %  | / |                                                                                 |
| Mlle agathe             | Fabrice Pierron                         | 6           | Cosmétique à la bave d'escargot                                                                               | 100 000 € contre 5 %  | / |                                                                                 |
| Niu                     | Hadrien Collot                          | 6           | Crème solaire écologique et sans nanoparticules                                                               | 25 000 € contre 5 %   | 25 000 € contre 10 % par Delphine André |                                                                                 |
| Solar brother           | Gilles Gallo                            | 6           | Produits fonctionnant à l’énergie solaire pour les activités de plein air                                     | 75 000 € contre 5 %   | 225 000 € contre 15 % par Marc Simoncini et Eric Larchevêque                                                                                               |                                                                                 |

### Saison 2
Lors des cinq épisodes de la deuxième saison, 30 projets ont été présentés et 19 ont reçu des promesses d'investissement.
Le renouvellement de l'émission pour une deuxième saison a été annoncée par M6 en février 2021.
| Entreprise             | Entrepreneur(s)                                 | Émission n° | Produit / Service                                                                             | Demande               | Offres acceptées | Statut |
| Benenota               | Martine Corbineau, Margaux Rallier              | 1           | linge de bain pour les particuliers et les professionnels                                     | 25 000 € contre 10 %  | 40 000 € contre 25 % par Eric Larchevêque                                                                                         | L'entreprise n'existe plus.                                                                                             |
| Bob, le lave vaisselle | Damian Py, Antoine Fichet                       | 1           | lave-vaisselle autonome en eau petite capacité                                                | 500 000 € contre 5 %  | 1 500 000 € contre 23 % répartis entre Eric Larchevêque (contre 9 %), Marc Simoncini (contre 7 %), et Delphine André (contre 7 %) | La levée de fonds est finalement refusée par les fondateurs.                                                            |
| Dentapass              | Cyril Berrebi                                   | 1           | kit de soin portatif pour soin dentaire                                                       | 300 000 € contre 10 % | - | |
| Les Éditions Douin     | Frédéric Douin                                  | 1           | numérisation et distribution de livres numériques anciens                                     | 180 000 € contre 20 % | 180 000 € contre 45 % par Eric Larchevêque.                                                                                       | Seulement la moitié des fonds est demandée par le créateur à la suite de difficultés pour récupérer le stock de livres. |
| Pap et Pille           | Fatiha et Raibed Tahri                          | 1           | billes de biscuits sucrées made in France                                                     | 300 000 € contre 15 % | 300 000 € contre 15 % par Jean-Pierre Nadir                                                                                       | |
| Unbottled              | Sarah Pouchet, Benjamin Legros                  | 1           | produits cosmétiques solides zéro déchet                                                      | 300 000 € contre 10 % | - | |
| Beauty Mix             | Nelly Pitt                                      | 2           | appareil pour faire soi-même ses produits cosmétiques et d'entretiens                         | 300 000 € contre 5 %  | 300 000 € contre 8 % par Jean-Pierre Nadir                                                                                        | |
| Charles.co             | Olivier Algoud, Simon Burellire                 | 2           | plateforme de santé sexuelle destinée aux hommes                                              | 200 000 € contre 5 %  | 200 000 € contre 8 % entre Anthony Bourbon et Jean-Pierre Nadir                                                                   | |
| Le Magicien Bio        | Nicolas Subra                                   | 2           | boissons fruitées à base de plantes                                                           | 50 000 € contre 5 %   | 150 000 € contre 20 % par Marc Simoncini.                                                                                         | L'entreprise annonce sa faillite en mars 2024.                                                                          |
| LÏV Happy Food         | Ariane Baujard Dixon                            | 2           | préparations culinaire à base de pâtes de konjac                                              | 200 000 € contre 5 %  | - | |
| Meet In Class          | Youssef Zakaria                                 | 2           | plateforme de mise en relation pour soutien scolaire en mini-groupe                           | 300 000 € contre 5 %  | - | |
| Requiem Code           | Lilian Delaveau                                 | 2           | service de réalité augmenté pour la commémoration des défunts                                 | 40 000 € contre 10 %  | 40 000 € contre 25 % par Anthony Bourbon.                                                                                         | L'entreprise est mise en pause.                                                                                         |
| BioDemain              | Maxime Durand, Stéphane Delebassé               | 3           | accompagner les producteurs à la conversion bio                                               | 110 000 € contre 5 %  | 110 000 € contre 5 % entre Jean-Pierre Nadir, Anthony Bourbon et Marc Simoncini                                                   | |
| La French Baguette     | Eva Broussou                                    | 3           | kit pour cuire une baguette française chez soi                                                | 90 000 € contre 15 %  | 200 000 € contre 34 % entre Delphine André et Eric Larchevêque                                                                    | |
| Na&ja                  | Carla Mauren, Rebecca Laub                      | 3           | box multi-contenus (créatif, culturel et gourmand) pour entretenir le lien intergénérationnel | 30 000 € contre 5 %   | 30 000 € contre 5 % par Sophie Mechaly.                                                                                           | L'entreprise n'existe plus.                                                                                             |
| Popee                  | Audrey Destang                                  | 3           | papier hygiénique recyclé français issu de feuilles de papier                                 | 150 000 € contre 6 %  | - | |
| Puissante              | Marie Comacle                                   | 3           | sex-toy "Coco" pour faciliter la masturbation et la jouissance au féminin                     | 100 000 € contre 15 % | - | |
| Uncle J                | Mohamed Camara, Thirin Ariaratnam               | 3           | nettoyage et rénovation de sneakers                                                           | 100 000 € contre 10 % | - | |
| Aeklys                 | Jérémy Neyrou, Fabien Raiola                    | 4           | bague connectée autonome multifonctions                                                       | 625 000 € contre 5 %  | 625 000 € contre 7,5 % par Eric Larchevêque.                                                                                      | L'entreprise a fait faillite.                                                                                           |
| Benur                  | Joseph Mignozzi                                 | 4           | solution de mobilité (vélo) pour personne à mobilité réduite                                  | 150 000 € contre 10 % | 150 000 € contre 20 % par Isabelle Weill et Jean-Pierre Nadir                                                                     | |
| Bolid’ster             | Pierre-Henry Servajean                          | 4           | jean de sécurité pour motard                                                                  | 200 000 € contre 10 % | - | |
| Dalma                  | Alban de Préville, Raphaël Sadaka               | 4           | assurance santé mensuelle pour animaux                                                        | 300 000 € contre 5 %  | - | |
| Happy Funky Family     | Nathalie Filou-Boscq, Caroline Filou-Heukamp    | 4           | galerie numérique de mise en relation entre artistes et clients                               | 20 000 € contre 5 %   | 20 000 € contre 5 % par Delphine André                                                                                            | |
| My Addie               | Ashley Taieb                                    | 4           | application pour accompagner les personnes qui souffrent d'une addiction                      | 100 000 € contre 20 % | 100 000 € contre 25 % répartis entre Isabelle Weill, Eric Larchevêque, Marc Simoncini, Jean-Pierre Nadir, Delphine André          | |
| Ca roule Raoul         | Sofiane Harrabi, Kévin Rodrigues                | 5           | plateforme de mise en relation pour l'achat de véhicules d'occasions                          | 200 000 € contre 15 % | - | |
| Circular Ring          | Amaury Kosman, Laurent Bsalis                   | 5           | bague connectée orienté tracking santé                                                        | 300 000 € contre 6 %  | 300 000 € contre 9 % par Anthony Bourbon                                                                                          | |
| Explora Project        | Stanislas Gruau                                 | 5           | voyage d'aventures pour petit groupe éco-responsable                                          | 500 000 € contre 10 % | 500 000 € contre 11 % par Eric Larchevêque                                                                                        | |
| Flotte                 | Lyly Wu, Michael Pan                            | 5           | marque d’imperméables modulables en tissu 100 % recyclé                                       | 100 000 € contre 5 %  | 150 000 € contre 10 % par Sophie Mechaly                                                                                          | |
| Joué Music Instruments | Pascal Joquet                                   | 5           | plateforme de musique tactile multi-instruments pour tout âge                                 | 300 000 € contre 5 %  | - | |
| La Ruche à Vélos       | Mael Beyssat, Antoine Cochou, Guillaume Chaumet | 5           | parking à vélo automatisé et sécurisé pour entreprises                                        | 120 000 € contre 5 %  | 120 000 € contre 5 % par Marc Simoncini                                                                                           | En redressement judiciaire                                                                                              |

### Saison 3
Le renouvellement de l'émission pour une 3e saison a été annoncée par M6 le 26 janvier 2022.
La troisième saison de Qui veut être mon associé ? qui compte six épisodes est diffusée sur M6 à partir du 4 janvier 2023 le mercredi en prime time.
Lors des six épisodes de la troisième saison, 42 projets ont été présentés et seuls 19 ont reçu des promesses d'investissement (contre 23 sans).
| Entreprise            | Entrepreneur(s)                                          | Émission n° | Produit / Service                                                                          | Demande               | Offres acceptées                                                                                                  | Statut                                 |
| Caps Me               | Thibaut Louvet, Jean de Boisredon                        | 1           | capsules de café réutilisables avec support de remplissage                                 | 200 000 € contre 8 %  | 200 000 € contre 15 % par Anthony Bourbon                                                                         |                                        |
| Detective Box         | Emilie Bernier                                           | 1           | box mensuel de jeux d'enquêtes en épisodes                                                 | 100 000 € contre 8 %  | 100 000 € contre 15 % réparti entre Anthony Bourbon, Delphine André et Isabèle Chevalier.                         | L'accord est finalement rompu.         |
| Erode                 | Julien Guéry                                             | 1           | sac à dos de protection à destination des motards                                          | 200 000 € contre 10 % | / |                                        |
| Ethypik               | Nicolas Morby                                            | 1           | service de recrutement dans la rue (street-sourcing)                                       | 200 000 € contre 8 %  | / |                                        |
| La Paille d'O         | Jean-Sébastien et Marine Schils                          | 1           | paille à boire réutilisable faite à partir de paille de seigle bio                         | 50 000 € contre 15 %  | 70 000 € contre 24 % répartis entre Delphine André, Eric Larchevêque et Marc Simoncini                            |                                        |
| Les Mains de Mamie    | Aurélie De Barros                                        | 1           | vêtements sur commande tricotés par des personnes âgées                                    | 150 000 € contre 25 % | 150 000 € contre 35 % par Jean-Pierre Nadir                                                                       |                                        |
| My Padda              | Grégoire Dorget                                          | 1           | élevage d'oiseaux domestiqués en intérieur (padda de java)                                 | 250 000 € contre 7 %  | / |                                        |
| Aglaé                 | Sophie Hombert                                           | 2           | développement de végétaux luminescents                                                     | 350 000 € contre 10 % | 350 000 € contre 15 % par Isabèle Chevalier                                                                       |                                        |
| Body Glory            | Chloé Zerihem, Celya Bendjenad                           | 2           | cosmétiques destinés aux inconforts quotidiens                                             | 100 000 € contre 10 % | / |                                        |
| Callisis              | Amel Khemissi                                            | 2           | service de transformation de locaux commerciaux en appartements de tourisme                | 180 000 € contre 18 % | 180 000 € contre 25 % par Anthony Bourbon                                                                         |                                        |
| Ebidis                | Olivier Sidibé                                           | 2           | capsule hydro-réactive pour un confort d'intimité aux toilettes                            | 200 000 € contre 10 % | / |                                        |
| Humans And Drones     | Jean-Gabriel Yung                                        | 2           | service de voyage touristique sur site en direct par drone                                 | 100 000 € contre 15 % | / |                                        |
| La P'tite Chipeuse    | Kassandra et Angelina Robin                              | 2           | biscuiterie artisanale familiale                                                           | 30 000 € contre 15 %  | engagement du défraiement de leurs études par Eric Larchevêque et Marc Simoncini                                  |                                        |
| NKD Puzzle            | Julien Vigouroux                                         | 2           | création de boite à énigmes en kit                                                         | 222 222 € contre 8 %  | 222 222 € contre 11,11 % par Eric Larchevêque                                                                     |                                        |
| Boarding Ring         | Antoine et Renaud Jeannin                                | 3           | paire de lunettes qui annule le mal des transports                                         | 350 000 € contre 15 % | / |                                        |
| Fruggies              | Valérie et Florent Mallet                                | 3           | smoothies lyophilisés issus de fruits et légumes normalement détruits                      | 150 000 € contre 15 % | Engagement réparti entre Delphine André et Jean-Pierre Nadir d'aide au CA de 80 000 € par leurs réseaux           |                                        |
| Lapee                 | Gina Périer                                              | 3           | urinoirs pour public féminin lors d'évènements extérieurs                                  | 250 000 € contre 10 % | 250 000 € contre 15 % par Isabèle Chevalier                                                                       |                                        |
| Nanaba                | Anne-Laure Monier, Olivier Guerin                        | 3           | application smartphone éducative de déblocage d'autres applications                        | 325 000 € contre 5 %  | / |                                        |
| Resap Paris           | Daphné Grembenguia, Mona Boujtita                        | 3           | recyclage de vieux vêtements en nouveaux et modernes, à faire soi-même optionnellement     | 100 000 € contre 5 %  | 100 000 € contre 21 % répartis entre Delphine André, Eric Larchevêque et Jean-Pierre Nadir                        |                                        |
| This is Blind Test    | Antoine Benichou, Mickael Lavollé, Augustin Jaudeau      | 3           | boutique de jeu blind test musical à reconnaissance vocale                                 | 375 000 € contre 5 %  | / |                                        |
| Tonton Pierrot        | Rémy et Pierre Groussard                                 | 3           | marque de magasins innovants de confiseries franchisée                                     | 55 000 € contre 5 %   | 100 000 € contre 20 % par Jean-Pierre Nadir                                                                       |                                        |
| Circle Sportswear     | Solène Roure, Romain Trébuil, Martin Lesieur             | 4           | vêtements de sport recyclés et recyclables faits en Europe                                 | 400 000 € contre 5 %  | 400 000 € contre 5 % par Anthony Bourbon                                                                          |                                        |
| Colibree              | Mélanie Slufcik                                          | 4           | service de mise en relation pour cohabitation intergénérationnelle                         | 200 000 € contre 20 % | 200 000 € contre 20 % répartis entre Delphine André, Éric Larchevêque et Jean-Pierre Nadir                        |                                        |
| Floatee               | Thibaut Choulet, Philippe Rouvier                        | 4           | t-shirt enfant de sécurité contre la noyade                                                | 100 000 € contre 10 % | 200 000 € contre 20 % par Anthony Bourbon (sans proposition des autres)                                           |                                        |
| Les Copains Gourmands | Andrey Krastev                                           | 4           | yaourtière pour faire des yaourts bulgares maison sans plastique                           | 150 000 € contre 15 % | / |                                        |
| Sister Feel           | Juliette Delcourt, Sophie Lengellé                       | 4           | kit de cryothérapie périnéale pour sous vêtement féminin                                   | 130 000 € contre 15 % | / |                                        |
| Tchao tchao           | Julien Boucault                                          | 4           | kit en bois d'aménagement pour automobile afin de bivouaquer                               | 100 000 € contre 12 % | 100 000 € contre 25 % répartis entre Éric Larchevêque et Jean-Pierre Nadir                                        |                                        |
| What the Foc          | Nils et Ilan Edelman, Ilan Nakam                         | 4           | restaurant spécialisé en focaccia                                                          | 120 000 € contre 8 %  | / |                                        |
| Cake Master           | Mithula et Niroshy Panchalingam                          | 5           | kits de préparations en pâtisseries                                                        | 120 000 € contre 10 % | 120 000 € contre 30 % répartis entre Delphine André, Marc Simoncini et Jean-Pierre Nadir                          |                                        |
| Capillum              | James Taylor, Clément Baldellou                          | 5           | filière de recyclage et de valorisation des déchets capillaires                            | 100 000 € contre 5 %  | 200 000 € contre 11 % répartis entre Isabèle Chevalier et Éric Larchevêque.                                       | Le deal est annulé par les fondateurs. |
| Dijo                  | Anouck Le Terrier, Lisa Souloy                           | 5           | probiotiques pour le bien-être du microbiote (ventre)                                      | 250 000 € contre 8 %  | / |                                        |
| Emova                 | Gael Seydoux                                             | 5           | service virtuel d'essayage de produits de luxe autour du visage                            | 200 000 € contre 6 %  | / |                                        |
| My Eli                | Ludivine Romary                                          | 5           | bijou connecté d'appel à l'aide en cas d’insécurité, d'agression                           | 150 000 € contre 5 %  | / |                                        |
| Tikino                | Thiphaine Le Roy, Laurène Altmayer, Aliénor Bouvier-Lewi | 5           | projecteur d'histoires ludiques et éducatives destiné aux enfants                          | 250 000 € contre 5 %  | / |                                        |
| Whatizis              | Olivier D'Avesnes                                        | 5           | application de reconnaissance de monuments (guide touristique à la demande)                | 220 000 € contre 8 %  | / |                                        |
| Gosense               | François Birot, Hugues De Chaumont                       | 6           | canne blanche à retour sonore 3D pour la mobilité des personnes déficiente visuelle        | 300 000 € contre 5 %  | / |                                        |
| Marine Tech           | Thierry Carlin                                           | 6           | kit de fabrication low-cost d'eau potable à partir d'eaux diverses                         | 250 000 € contre 5 %  | 1 000 000 € contre 20 % répartis entre Isabèle Chevalier (25 %), Éric Larchevêque (25 %) et Marc Simoncini (50 %) |                                        |
| Noil                  | Clément Fleau, Victor Breban, Raphael Setbon             | 6           | solution de conversion des véhicules deux et trois roues thermiques en électriques         | 800 000 € contre 10 % | / |                                        |
| Poppy Beach           | Elisabeth et Marie-Sophie Tauzin                         | 6           | support de maintien pour parasol de plage                                                  | 35 000 € contre 30 %  | / |                                        |
| Si Si La Paillette    | Chloé et Lorène Pernet                                   | 6           | kit de paillettes biodégradables                                                           | 100 000 € contre 5 %  | 200 000 € contre 14 % répartis entre Éric Larchevêque et Jean-Pierre Nadir                                        |                                        |
| Topinamour            | Mathilde Castagni                                        | 6           | distribution de paniers et transformation de fruits et légumes hors calibres industriels   | 50 000 € contre 10 %  | 50 000 € contre 20 % par Delphine André                                                                           |                                        |
| Webarak               | Fannie Asselin, Stéphanie Berger                         | 6           | service de location régulière entre particulier d'une habitation secondaire par abonnement | 190 000 € contre 15 % | / |                                        |

### Saison 4
La quatrième saison de Qui veut être mon associé ? est diffusée à partir du mercredi 17 janvier 2024 sur M6.
Lors des huit épisodes de diffusion de cette 4e saison, 57 projets ont été présentés et 34 ont reçu des promesses d'investissement (contre 23 sans) pour un total de 7,92 millions d'euros.
Cette 4ème saison marque un record en nombre d'épisodes diffusés (8) et de nombre de projets (57).
| Entreprise              | Entrepreneur(s)                                      | Émission n° | Produit / Service | Demande               | Offres acceptées                                                                    | Statut                                                                      |
| Flycup                  | Olivier Rousseau                                     | 1           | emballage destiné à la restauration nomade                                                                                                | 140 000 € contre 7 %  | 150 000 € contre 30 % par Tony Parker                                               |                                                                             |
| Le Barbier de Marseille | Mehdi Bouzghaia et Alban Lipp                        | 1           | coiffeur barbier en proposant une coupe à 20 euros                                                                                        | 50 000 € contre 10 %  | /                                                                                   |                                                                             |
| Hydratis                | Jérémy Boué et Théo Heude                            | 1           | pastilles anti-déshydratation | 300 000 € contre 5 %  | 400 000 € contre 5 % par Kelly Massol                                               |                                                                             |
| Inga                    | Benjamin Bir                                         | 1           | éponges et essuie-tout réutilisables et lavable                                                                                           | 250 000 € contre 5 %  | /                                                                                   |                                                                             |
| Coupas / CominGaïa      | Fabio Coupas                                         | 1           | - Coupas : entreprise d'aménagement paysagé - CominGaïa : plateforme digitale de mise en relation entre jardiniers paysagistes et clients | 200 000 € contre 9 %  | 200 000 € contre 11 % par Anthony Bourbon                                           |                                                                             |
| Cupdom                  | Eliah Peyrouze et Alois Lellouche                    | 1           | protection antidrogue pour verre | 30 000 € contre 12 %  | 30 000 € contre 6 % répartis entre Stéphanie Delestre et Anthony Bourbon            |                                                                             |
| Les Petits Prödiges     | Camille Brégeaut et Clémentine Granet                | 1           | produit comestique | 250 000 € contre 5 %  | /                                                                                   |                                                                             |
| Urgentime               | Jovien Chappex et Anthony Tabuyo                     | 2           | plateforme de visio pour les services d'urgence/d'assistance                                                                              | 300 000 € contre 7 %  | 750 000 € contre 30 % répartis entre Tony Parker et Marc Simoncini                  |                                                                             |
| Vidiamo                 | Bénédicte Perrot                                     | 2           | poussette avec un châssis télescopique et strapontin caché sous l’assise principale                                                       | 150 000 € contre 15 % | 150 000 € contre 25 % par Éric Larchevêque                                          |                                                                             |
| Tee Wax                 | Michael Samuelian                                    | 2           | stick de cire d'épilation pour nez et oreilles                                                                                            | 300 000 € contre 20 % | /                                                                                   |                                                                             |
| Neuralia                | Cindy Sangnier, Yann Jaudouin et Noëlle Callizot     | 2           | compléments alimentaires pour le cerveau                                                                                                  | 100 000 € contre 5 %  | /                                                                                   |                                                                             |
| Mon Livre SMS           | Joachim Bigorre                                      | 2           | service d'impression de messages (SMS, Whatsapp, Instagram, etc) dans un livre                                                            | 100 000 € contre 10 % | 250 000 € contre 25 % par Anthony Bourbon (sans proposition des autres)             |                                                                             |
| Call Out                | Jérémie Parent, Raphaël Berkane et Elias Ardoin      | 2           | jeu de carte sur le monde du breakdance                                                                                                   | 60 000 € contre 15 %  | 60 000 € contre 20 % par Stéphanie Delestre                                         |                                                                             |
| Regenbox                | Cédric Carles                                        | 2           | solutions destinées à prolonger la durée de vie des piles                                                                                 | 150 000 € contre 10 % | /                                                                                   |                                                                             |
| Skincasts               | Alain Chaix et Redha Belal                           | 3           | attelles par impression 3D | 150 000 € contre 10 % | 300 000 € contre 30 % répartis entre Tony Parker, Anthony Bourbon et Marc Simoncini |                                                                             |
| Le guide ultime         | Nora Barault et Victor Habchy                        | 3           | média, guide de restaurants ou de sorties culturelles                                                                                     | 250 000 € contre 6 %  | 250 000 € contre 12 % répartis entre Tony Parker et Jean-Pierre Nadir               |                                                                             |
| BatiGaranti             | Marylène Duval-Gaucherot                             | 3           | service de protection de paiements entre particuliers et professionnels du bâtiment                                                       | 100 000 € contre 20 % | /                                                                                   |                                                                             |
| KNAP                    | Dylan Letierce et Jonathan Malgogne                  | 3           | chariot de courses connecté en magasin | 350 000 € contre 5 %  | 350 000 € contre 10 % par Anthony Bourbon                                           | La société est en liquidation judiciaire depuis 2024                        |
| Maison Athlé            | Julie Chopinet                                       | 3           | accessoires de sport | 60 000 € contre 20 %  | 60 000 € contre 49 % par Jean-Pierre Nadir                                          | L'offre est refusée quelques jours après.                                   |
| Cookidiction            | Charlotte et Leslie Zeitoun                          | 3           | boutique d'american cookies | 125 000 € contre 5 %  | 500 000 € contre 30 % répartis entre Tony Parker et Anthony Bourbon                 | Retrait du deal d'Anthony Bourbon.                                          |
| Freecovery              | Guillaume Modelski                                   | 3           | récupération musculaire par le froid | 100 000 € contre 15 % | /                                                                                   |                                                                             |
| Vertuoso                | Benjamin Blanchard et Romain Garcin                  | 4           | solution d'assainissement du réseau d'eaux pluviales                                                                                      | 50 000 € contre 8 %   | 150 000 € contre 26 % réparti entre Marc Simoncini et Jean-Pierre Nadir             |                                                                             |
| Klode                   | Aude Ambrosini, Tim Coutherez et Luca Fazzone        | 4           | poubelles à compost sans odeurs | 200 000 € contre 15 % | 200 000 € contre 30 % répartis entre Tony Parker et Kelly Massol                    |                                                                             |
| Treesition              | Daniel Dos Santos                                    | 4           | investissement dans les arbres | 100 000 € contre 10 % | 100 000 € contre 15 % par Jean-Pierre Nadir                                         |                                                                             |
| Pimpant                 | Karline et Baptiste Hamain                           | 4           | produits rechargeables à diluer dans l'eau                                                                                                | 150 000 € contre 5 %  | /                                                                                   |                                                                             |
| Beink Dream             | Jeanne Le Peillet                                    | 4           | outil de dessin assisté par l'intelligence artificielle                                                                                   | 200 000 € contre 10 % | 500 000 € contre 15 % par Kelly Massol                                              |                                                                             |
| Lineup Ocean            | Robin Alauze                                         | 4           | digue écologique | 250 000 € contre 10 % | /                                                                                   | Jean Pierre Nadir investit 50 000€ dans le projet sans part dans la société |
| One Gum                 | Ludovic Rachou et Harriet Wadjinny-Green             | 4           | chewing gum énergisant | 150 000 € contre 10 % | /                                                                                   |                                                                             |
| Flamingo box            | William Mourrière                                    | 5           | box mystère de colis perdus | 150 000 € contre 10 % | 150 000 € contre 15 % par Éric Larchevêque                                          |                                                                             |
| Welcome account         | Caroline Span et Rooh Savar                          | 5           | néo-banque pour les nouveaux travailleurs arrivés en Europe                                                                               | 290 000 € contre 5 %  | 300 000 € contre 10 % par Anthony Bourbon                                           |                                                                             |
| Goxoa                   | Jonathan Dubois                                      | 5           | bière sans alcool pour sportifs | 100 000 € contre 10 % | /                                                                                   |                                                                             |
| Informa'truck           | Cyril Noury                                          | 5           | réseau de camion de réparation d'équipements électroniques                                                                                | 200 000 € contre 10 % | /                                                                                   | L'entreprise est en liquidation judiciaire.                                 |
| Rebond                  | Simon Mutschler                                      | 5           | ballon de sport écologique et recyclable                                                                                                  | 200 000 € contre 9 %  | 200 000 € contre 20 % répartis entre Tony Parker et Anthony Bourbon                 |                                                                             |
| Rematch                 | Pierre Husson                                        | 5           | réseau social vidéo du sport amateur | 325 000 € contre 5 %  | /                                                                                   |                                                                             |
| Sarbakane               | Charlotte Chastang                                   | 5           | kit de construction de cabane pour enfants                                                                                                | 50 000 € contre 15 %  | 50 000 € contre 15 % par Kelly Massol (sans proposition des autres)                 |                                                                             |
| Ball'N Connect          | Aurelien Gabdou Baroa                                | 5           | club de basket en ligne | 100 000 € contre 10 % | /                                                                                   |                                                                             |
| unbonmaillot.com        | Louis Le Nevé et Timothé Odin                        | 6           | coffret mystère orienté sport | 200 000 € contre 5 %  | 400 000 € contre 30 % répartis entre Tony Parker et Kelly Massol                    |                                                                             |
| Eppur                   | Lancelot Durand et Colin Gallois                     | 6           | accessoires (système de freinage) pour fauteuil roulant                                                                                   | 250 000 € contre 5 %  | 250 000 € contre 5 % par Kelly Massol                                               |                                                                             |
| Palomano                | Nina, Benjamin et Nathan Mendelson                   | 6           | parc d'attraction pour enfants | 300 000 € contre 5 %  | 300 000 € contre 5 % et 2% de BSPCE par Jean-Pierre Nadir                           |                                                                             |
| Meuf                    | Claire Suco                                          | 6           | réseau social 100 % féminin | 250 000 € contre 8 %  | /                                                                                   |                                                                             |
| Enercool                | François Rangdé, Maxime Claval et Adeline Constant   | 6           | peinture isolante pour réfléchir la chaleur                                                                                               | 100 000 € contre 10 % | 250 000 € contre 10 % par Kelly Massol                                              | L'offre est finalement refusée.                                             |
| Upfiner                 | Flavien Joly et Brice Cavelier                       | 6           | coffre fort anti vol nomade | 100 000 € contre 10 % | 100 000 € contre 20 % par Marc Simoncini                                            |                                                                             |
| SUPERJetCar             | Cyrille Baliki                                       | 7           | station de lavage écologique | 300 000 € contre 25 % | 300 000 € contre 25 % par Kelly Massol                                              |                                                                             |
| Néo-justice             | Coline Vuillermet                                    | 7           | plateforme en ligne de résolution des litiges                                                                                             | 100 000 € contre 8 %  | 100 000 € contre 8 % par Stéphanie Delestre                                         |                                                                             |
| Start'n grill           | Mathieu Spriet et Mickaël Bastard                    | 7           | barbecue avec système d'allumage automatique                                                                                              | 100 000 € contre 12 % | /                                                                                   |                                                                             |
| Sounduct                | Jean-Philippe Marie de Chastenay et Olivier Gauthier | 7           | appareils auditifs utilisant la conduction osseuse                                                                                        | 500 000 € contre 5 %  | /                                                                                   |                                                                             |
| Yacon & Co              | Raphaella Nolleau, Clément Poyade et Thierry Barrier | 7           | fabrication et vente de sirop de yacon | 250 000 € contre 5 %  | 250 000 € contre 5 % par Kelly Massol                                               | L'accord n'a finalement pas été conclu.                                     |
| Skin & Out              | Fleur et Amélie Desazars                             | 7           | solution anti acné | 150 000 € contre 5 %  | /                                                                                   |                                                                             |
| My moony                | Asma Hassoune et Omar Bakour                         | 7           | ceinture pour soulager les douleurs menstruelles                                                                                          | 150 000 € contre 10 % | /                                                                                   |                                                                             |
| OVI                     | Ovadia Schvarcz                                      | 8           | fontaine à eau filtrante | 250 000 € contre 15 % | 300 000 € contre 30 % par Éric Larchevêque, Tony Parker et Marc Simoncini           |                                                                             |
| Fulgurance              | Vadim Gouty et François Garcia                       | 8           | combinaison d'électrostimulation | 150 000 € contre 5 %  | /                                                                                   |                                                                             |
| La pâtisserie numérique | Marine Coré Baillais                                 | 8           | imprimante 3D culinaire | 150 000 € contre 5 %  | 150 000 € contre 10 % par Jean-Pierre Nadir et Éric Larchevêque                     |                                                                             |
| Reevolt                 | Charlène de Cia et Kevin Sala                        | 8           | application économies d'énergie | 70 000 € contre 9 %   | 70 000 € contre 18 % par Jean-Pierre Nadir                                          |                                                                             |
| Odace                   | Manon Lanier et César Serruys                        | 8           | bijoux en or recyclé et en diamant de culture                                                                                             | 190 000 € contre 10 % | /                                                                                   |                                                                             |
| ADN Skis                | Camille Lambert et Aurèle Durand                     | 8           | skis recyclables et écoresponsables | 100 000 € contre 10 % | 200 000 € contre 20 % par Tony Parker et Marc Simoncini                             |                                                                             |
| Horée                   | Laurence Caisey                                      | 8           | cosmétiques frais à base de jus de fruits et légumes                                                                                      | 200 000 € contre 10 % | /                                                                                   |                                                                             |
| ILYA                    | Simon Buoro et Antoine Escande                       | 8           | douche cyclique qui permet de réduire de 70% la consommation d'eau                                                                        | 100 000 € contre 5 %  | 150 000 € contre 10 % par Jean-Pierre Nadir                                         |                                                                             |

### Saison 5
La saison 5 est diffusée sur M6 à partir du 5 février 2025.
Elle compte 6 épisodes. L'épisode numéro 7 est destiné aux entreprises créées par des inventeurs.
Lors des sept épisodes de diffusion de cette 5eme saison, 46 projets ont été présentés, dont 19 ont reçu des promesses d'investissement (contre 27 sans) pour un investissement total de 12,6 millions d'euros.
| Entreprise                   | Entrepreneur(s)                                        | Episode n° | Produit / Service                                                                                                  | Demande               | Offres acceptées                                                   | Investisseur.s | Statut |
| Agrikolis                    | Guillaume Belissent et Cédric Guyot                    | 1          | Livraison de colis encombrants dans un réseau d'exploitations agricoles                                            | 300 000 € contre 6 %  | 300 000 € contre 8 %                                               | par Eric Larchevêque | |
| Block'Fire                   | Jacques Pitoux et Pierrick Duret                       | 1          | Equipement d'extinction d'incendies de forme sphérique                                                             | 200 000 € contre 7 %  | 200 000 € contre 7 %                                               | par Anthony Bourbon, Kelly Massol et Alice Lhabouz                                                                       | |
| The Smilist                  | Ivan Kricak, François et Christiane Bonnat             | 1          | Rituels de soins bucco-dentaires orientés microbiote buccal                                                        | 250 000 € contre 8 %  | 250 000 € contre 8 %                                               | par Jean-Michel Karam | |
| Flood Frame                  | Rémi Alquier                                           | 1          | Dispositif anti-inondation automatique et autonome pour bâtiments                                                  | 200 000 € contre 8 %  | /                                                                  | | |
| The Phone                    | Maïlys Cantzler et Marius Colomb                       | 1          | Téléphone à écran tactile sans accès à Internet ni aux réseaux sociaux                                             | 180 000 € contre 6 %  | /                                                                  | | |
| Sonaid                       | Nicolas Turpault                                       | 1          | Détectecteurs de situations de détresse par analyse des sons pour assistance                                       | 250 000 € contre 10 % | /                                                                  | | |
| Maju                         | Julien Jané et Mathias Vidal                           | 2          | Bol ajustable pour aide au rééquilibrage alimentaire avec accompagnement                                           | 200 000 € contre 10 % | 200 000 € contre 10 %                                              | par Julian Jordy et Anthony Bourbon                                                                                      | |
| Maison M                     | Marie Rocchisani                                       | 2          | Création de rouge à lèvres vegan, rechargeable et personnalisé suite à un diagnostic                               | 200 000 € contre 8 %  | Mentorat                                                           | de Jean-Michel Karam | |
| Naali‍                        | Nadir Tayach                                           | 2          | Compléments alimentaires à base de safran pur                                                                      | 200 000 € contre 5 %  | 600 000 € contre 12 %                                              | à part égales entre Kelly Massol, Jean-Michel Karam et Jean-Michel Aulas                                                 | |
| TI3RS                        | Eva Ngalle                                             | 2          | Application mobile destinée à la protection des communications entre parents séparés dans des contextes difficiles | 100 000 € contre 12 % | 200 000 € contre 30 %                                              | réparti à 100 000 € par Marc Simoncini, 50 000 € par Jean Karam, 25 000 € par Kelly Massol, 25 000 € par Anthony Bourbon | réparti à 100 000 € par Marc Simoncini, 50 000 € par Jean Karam, 25 000 € par Kelly Massol, 25 000 € par Anthony Bourbon |
| Ops Clean                    | Jean-Baptiste Duranton et Marc Biessy                  | 2          | Lessive écologique réutilisable à base de billes de magnésium                                                      | 200 000 € contre 20 % | /                                                                  | | |
| SKWHEEL                      | Nicolas Lemeteyer et Joseph Dahirel                    | 2          | Skis à roues électriques                                                                                           | 300 000 € contre 5 %  | /                                                                  | | |
| Humble +                     | Romain Quillot et Sébastien Perez                      | 3          | Compléments alimentaires à base de collagène marin                                                                 | 300 000 € pour 10 %   | 300 000 € pour 12 %                                                | par Anthony Bourbon | |
| SecurClés                    | Pascal Métivier et Thierry Bellanger                   | 3          | Application mobile pour reproduire clés et badges à distance, de manière anonyme et sécurisée                      | 300 000 € pour 5 %    | 300 000 € pour 10 %                                                | à part égales entre Alice Lhabouz, Julian Jacob et Jean-Michel Karam                                                     | |
| Stooly                       | Delphine et Lai-Sze Lau                                | 3          | Conception de meubles d'appoint en carton dépliables                                                               | 400 000 € pour 10 %   | /                                                                  | | |
| Funkie                       | Adrien Decastille et Camille Azoulai                   | 3          | produits de petit-déjeuner gourmands et sains                                                                      | 300 000 € pour 5 %    | /                                                                  | | |
| Mangas.io                    | Romain Régnier et Yun Jang-Inadar                      | 3          | plateforme en ligne de lecture de mangas                                                                           | 250 000 € pour 5 %    | 250 000 € pour 7 %                                                 | à part égales entre Anthony Bourbon et Eric Larchevêque                                                                  | |
| Mini Green Power             | Jean Riondel                                           | 3          | mini-centrale de transformation des déchets biomasse en énergie verte                                              | 1 000 000 € pour 5 %  | /                                                                  | | |
| Bioteos                      | Romain Baheux et Romain Dhenin                         | 3          | purificateur d'air par filtre biologique de microalgues, pour entreprises                                          | ?                     | /                                                                  | | |
| VIP - Very Important Parking | Thierry Garot et Philippe Croizon                      | 4          | Application mobile de localisation de places de stationnement adaptées aux personnes à mobilité réduite            | 120 000 € pour 15 %   | 120 000 € pour 20 %                                                | par Eric Larchevêque | |
| Substance of Light           | Clara Nentille                                         | 4          | Brume de protection de la peau contre les UV et la pollution                                                       | 100 000 pour 10 %     | /                                                                  | | |
| Fertilaine                   | Vincent et Pierre-Marin Fabry                          | 4          | Engrais naturels à base de laine de mouton                                                                         | 60 000 € pour 15 %    | 60 000 € pour 15 %                                                 | par Kelly Massol | |
| BlinkBook                    | Claire Faÿ                                             | 4          | un livre à lire et à colorier, puis le transformer en dessin animé                                                 | 200 000 € contre 10 % | /                                                                  | | |
| Le Drive tout nu             | Salomé et Pierre Géraud                                | 4          | Service de course en ligne orienté produits locaux, bio et sans emballages ou consignés                            | 200 000 € pour 8 %    | /                                                                  | | |
| Club Legacyz                 | Balthazar Brosseau, Noé Fraidenraich et Gaspard Adenot | 4          | Création de collections exclusives en collaboration avec des athlètes de renommée mondiale                         | 250 000 € pour 10 %   | 250 000 € pour 10 %                                                | par Alice Lhabouz | |
| Felome                       | Laina Freyer et Thomas Aubin                           | 4          | Solutions de tests ADN pour animaux de compagnie (santé, origines et caractéristiques génétiques)                  | ?                     | /                                                                  | | |
| Hocoia                       | Benoît Bourre, Gustavo Acosta et Clément Pallière      | 5          | Cabinets médicaux itinérants équipés de télésanté pour étandre l’accès aux soins                                   | 400 000 € contre 10 % | 400 000 € contre 14 %                                              | à part égales entre Anthony Bourbon et Jean-Michel Karam                                                                 | |
| La tribu happy kids          | Rachel Dutordoir                                       | 5          | Vente de jeux et de matériels éducatifs ou de rééducation, destinés aux enfants âgés de 3 à 9 ans                  | 200 000 € pour 10 %   | 200 000 € pour 10 %                                                | par Kelly Massol | |
| Ramdam Social                | Julie Boureau et Luc-Olivier Pieret                    | 5          | Epicerie solidaire, vente de produits Francais qui aident ceux qui en ont besoin                                   | 350 000 € pour 10 %   | /                                                                  | | |
| FabBRICK                     | Clarisse Merlet                                        | 5          | Transforme les textiles recyclés en briques pour le revêtement mural et la création de mobilier                    | 200 000 € pour 5 %    | /                                                                  | | |
| Divine Box                   | Astrid et Côme Besse                                   | 5          | Box de produits artisanaux issus des abbayes                                                                       | 100 000 € contre 7 %  | /                                                                  | | |
| Arntreal                     | Andrea Albrizio                                        | 5          | Marque vestimentaire qui fusionne mode et technologie pour offrir une expérience vestimentaire interactive         | 300 000 € pour 10 %   | 300 000 € pour 15 %                                                | à part égales entre Alice Lhabouz, Kelly Massol et Julian Jacob                                                          | |
| Cherico                      | Jacques Ferté et Guillaume Roy                         | 5          | gamme de produits à base de chicorée biologique                                                                    | ?                     | /                                                                  | | |
| Tribee                       | Cécile Flament et Gwendoline Broudehoux                | 6          | plateforme de cagnottes en ligne sans frais de commission                                                          | 300 000 € pour 10 %   | /                                                                  | | |
| Cosmos Energy                | Léo Ravillion                                          | 6          | shots énergisants biologiques et de concentrés de gingembre bio                                                    | 250 000 pour 10 %     | Mentorat                                                           | par Anthony Bourbon | |
| Kivala                       | Jonathan Lascar                                        | 6          | solutions de gestion d'accès à distance pour les copropriétés                                                      | 250 000 € pour 7 %    | 250 000 € pour 11 %                                                | par Anthony Bourbon | |
| Boarding Light               | Renaud et Antoine Jeannin                              | 6          | système d'éclairage intelligent conçu pour éliminer le mal des transports, applicable à divers véhicules           | 200 000 € pour 12 %   | 200 000 € pour 20 %                                                | par Alice Lhabouz | |
| Explorz                      | Alexandre Pages                                        | 6          | application mobile qui transforme votre environnement en un terrain de jeu interactif                              | 150 000 € pour 10 %   | 150 000 € pour 10 %                                                | par Eric Larchevêque | |
| Baûbo                        | Bethsabée Krivoshey et Cécilia Capece                  | 6          | Cosmétiques naturels et biologiques dans les soins intimes                                                         | 200 000 € pour 15 %   | 200 000 € pour 25 %                                                | par Alice Lhabouz | |
| Cartage                      | Oscar Bourgeois et Raphaël Toledano                    | 6          | assurance à la journée destinée à l'autopartage entre particuliers                                                 | ?                     | /                                                                  | | |
| Le Beau Thé                  | Marcellin Pelhate et Thuy Vy Do Huynh                  | 6          | Sachets de thé et d'infusions biologiques personnalisables                                                         | ?                     | /                                                                  | | |
| MotionXP                     | Hervé Heydon                                           | 7          | Simulateur immersif 6DOF pour jeux vidéos                                                                          | 100 000 € pour 10 %   | 100 000 € pour 10 %                                                | par Julian Jacob | |
| Quiet                        | Pierre Busquet, Sophie Moritel et Sébastien Chauvin    | 7          | Vaisselle silencieuse pour restauration collective                                                                 | 300 000 € pour 10 %   | /                                                                  | | |
| OTO Industrie                | Nicolas Burner                                         | 7          | Système rotatif et modulable à domicile pour l'autonomisation des personnes à mobilité réduite                     | 150 000 € pour 5 %    | 150 000 € pour 10%                                                 | par Eric Larchevêque | |
| GeoCoeur                     | Frédéric Leybold                                       | 7          | Boitier connecté sonore et lumineux, en surcouche aux débrifilateurs déjà existants pour maximiser leurs usages    | 150 000 € pour 15 %   | /                                                                  | | |
| FootUp                       | Isabelle Millasseau                                    | 7          | Repose-pieds pour siège auto enfant                                                                                | 100 000 € pour 20 %   | Reprise à 100% contre 5% de redevances à vie (minimum de 100 000€) | par Julian Jacob | |

## Audiences

### Saison 1
| Mardi 14 janvier 2020 (21:05 – 23:10) | 1 510 000 | 7,8 % | 4e |  |  |  |  |
| Mardi 21 janvier 2020 (21:05 – 23:00) | 1 750 000 | 9 %   | 4e |  |  |  |  |
| Mardi 28 janvier 2020 (21:05 – 23:00) | 1 710 000 | 9,3 % | 3e |  |  |  |  |
| Mardi 4 février 2020 (21:05 – 22:55)  | 1 750 000 | 8,9 % | 3e |  |  |  |  |
| Mardi 11 février 2020 (21:05 – 23:20) | 1 560 000 | 8 %   | 4e |  |  |  |  |
| Mardi 18 février 2020 (21:05 – 23:00) | 1 350 000 | 7,1 % | 4e |  |  |  |  |
|                                       |           |       |    |  |  |  |  |
| Bilan de la saison                    | 1 600 000 | 8,3 % |    |  |  |  |  |

### Saison 2
| Mercredi 5 janvier 2022 (21:05 – 23:10)  | 1 870 000 | 9,4 %  | 4e |  |  |  |  |
| Mercredi 12 janvier 2022 (21:05 – 23:10) | 1 710 000 | 8,7 %  | 4e |  |  |  |  |
| Mercredi 19 janvier 2022 (21:05 – 23:10) | 1 940 000 | 10,3 % | 3e |  |  |  |  |
| Mercredi 26 janvier 2022 (21:05 – 23:10) | 1 520 000 | 7,7 %  | 4e |  |  |  |  |
| Mercredi 2 février 2022 (21:05 – 23:10)  | 1 720 000 | 8,7 %  | 4e |  |  |  |  |
|                                          |           |        |    |  |  |  |  |
| Bilan de la saison                       | 1 750 000 | 9 %    |    |  |  |  |  |

### Saison 3
| Mercredi 4 janvier 2023 (21:05 – 23:10)   | 1 900 000 | 10,1 % | 3e |  |  |  |  |
| Mercredi 11 janvier 2023 (21:05 – 23:10)  | 1 770 000 | 9,4 %  | 4e |  |  |  |  |
| Mercredi 18 janvier 2023 (21:05 – 23:10)  | 1 700 000 | 8,7 %  | 4e |  |  |  |  |
| Mercredi 25 janvier 2023 (21:05 – 23:10)  | 1 850 000 | 10 %   | 3e |  |  |  |  |
| Mercredi 1er février 2023 (21:05 – 23:10) | 1 810 000 | 9,7 %  | 3e |  |  |  |  |
| Mercredi 8 février 2023 (21:05 – 23:10)   | 1 540 000 | 7,1 %  | 4e |  |  |  |  |
|                                           |           |        |    |  |  |  |  |
| Bilan de la saison                        | 1 760 000 | 9,2 %  |    |  |  |  |  |

### Saison 4
| Mercredi 17 janvier 2024 (21:10 – 23:20) | 2 000 000 | 10 %   | 3e |  |  |  |  |
| Mercredi 17 janvier 2024 (21:10 – 23:20) | 1 580 000 | 10,6 % | 3e |  |  |  |  |
| Mercredi 24 janvier 2024 (21:10 – 23:15) | 1 790 000 | 9,4 %  | 3e |  |  |  |  |
| Mercredi 24 janvier 2024 (21:10 – 23:15) | 1 620 000 | 11,3 % | 3e |  |  |  |  |
| Mercredi 31 janvier 2024 (21:10 – 23:15) | 1 660 000 | 8,6 %  | 3e |  |  |  |  |
| Mercredi 31 janvier 2024 (21:10 – 23:15) | 1 330 000 | 9,8 %  | 4e |  |  |  |  |
| Mercredi 7 février 2024 (21:10 – 23:30)  | 1 730 000 | 8,7 %  | 4e |  |  |  |  |
| Mercredi 7 février 2024 (21:10 – 23:30)  | 1 390 000 | 10,4 % | 4e |  |  |  |  |
| Mercredi 14 février 2024 (21:10 – 23:15) | 1 500 000 | 7,7 %  | 4e |  |  |  |  |
| Mercredi 14 février 2024 (21:10 – 23:15) | 1 160 000 | 8,3 %  | 4e |  |  |  |  |
| Mercredi 21 février 2024 (21:10 – 23:20) | 1 610 000 | 8,4 %  | 4e |  |  |  |  |
| Mercredi 21 février 2024 (21:10 – 23:20) | 1 320 000 | 9,6 %  | 4e |  |  |  |  |
| Mercredi 28 février 2024 (21:10 – 23:10) | 1 610 000 | 8,3 %  | 3e |  |  |  |  |
| Mercredi 28 février 2024 (21:10 – 23:10) | 1 320 000 | 9 %    | 3e |  |  |  |  |
| Mercredi 6 mars 2024 (21:10 – 23:20)     | 1 390 000 | 7,4 %  | 4e |  |  |  |  |
| Mercredi 6 mars 2024 (21:10 – 23:20)     | 1 250 000 | 9,5 %  | 4e |  |  |  |  |
|                                          |           |        |    |  |  |  |  |
| Bilan de la saison                       | 1 660 000 | 8,6 %  |    |  |  |  |  |
| Bilan de la saison                       | 1 370 000 | 9,8 %  |    |  |  |  |  |

### Saison 5
| Mercredi 5 février 2025 (21:10 – 23:20)  | 1 680 000 | 9 %    | 4e |  |  |  |  |
| Mercredi 5 février 2025 (21:10 – 23:20)  | 1 280 000 | 9,7 %  | 4e |  |  |  |  |
| Mercredi 12 février 2025 (21:10 – 23:30) | 1 630 000 | 8,6 %  | 3e |  |  |  |  |
| Mercredi 12 février 2025 (21:10 – 23:30) | 1 270 000 | 9,8 %  | 3e |  |  |  |  |
| Mercredi 19 février 2025 (21:10 – 23:30) | 1 410 000 | 7,6 %  | 4e |  |  |  |  |
| Mercredi 19 février 2025 (21:10 – 23:30) | 1 140 000 | 9,2 %  | 4e |  |  |  |  |
| Mercredi 26 février 2025 (21:10 – 23:20) | 1 610 000 | 8,6 %  | 3e |  |  |  |  |
| Mercredi 26 février 2025 (21:10 – 23:20) | 1 380 000 | 10,3 % | 3e |  |  |  |  |
| Mercredi 5 mars 2025 (21:10 – 23:20)     | 1 480 000 | 7,6 %  | 4e |  |  |  |  |
| Mercredi 5 mars 2025 (21:10 – 23:20)     | 1 110 000 | 7,9 %  | 4e |  |  |  |  |
| Mercredi 12 mars 2025 (21:10 – 23:20)    | 1 380 000 | 7,2 %  | 5e |  |  |  |  |
| Mercredi 12 mars 2025 (21:10 – 23:20)    | 987 000   | 7,1 %  | 5e |  |  |  |  |
| Mercredi 19 mars 2025 (21:10 – 23:20)    | 1 600 000 | 8,8 %  | 3e |  |  |  |  |
| Mercredi 19 mars 2025 (21:10 – 23:20)    | 1 220 000 | 9,7 %  | 3e |  |  |  |  |
|                                          |           |        |    |  |  |  |  |
| Bilan de la saison                       | 1 540 000 | 8,2 %  |    |  |  |  |  |
| Bilan de la saison                       | 1 200 000 | 9,1 %  |    |  |  |  |  |